# Котляревська Марія Євгенівна
Марія Євгенівна Котляре́вська (8 лютого 1902, Горлівка — 18 червня 1984, Київ)— українська художниця, графік. Член Спілки художників України (1939).

## Біографія
Дитинство минало в Катеринославі (нині м. Дніпро). Тут закінчила жіночу гімназію. У 1919 p . вступила на фізико- математичне відділення щойно відкритого місцевого університету.  Захоплення малюванням привело її до студії образотворчого мистецтва. Перші уроки художньої майстерності отримала від педагогів студії – символіста М. Сапожникова, М. Розової-Александрової, що сповідувала кубізм і футуризм, імпресіоніста Є. Шрейдера, В. Коренєва, Б. Смирнова, С. Венгеровської, Г. Резнікова.У 1922-1929 pp . навчалася в Харківському художньому технікумі (1927 року реорганізований в інститут). 
Закінчила Харківський художній інститут (1929; викладачі: Василь Єрмилов, Олексій Маренков, Іван Падалка). Учасниця республіканських, всесоюзних (з 1927 р.), закордонних (з 1933 р.) мистецьких виставок. Персональні — у Дніпропетровську (1962, 1977, 1982, посмертна — 2002). 
Репресована 1946 року, реабілітована 1952 року.  
Жила в Дніпропетровську, померла в Києві. 

## Творчість
Основні галузі — станкова і книжкова графіка. Головна тема у 1920–30-і рр. — сучасність, де поєднано ознаки агітаційного плаката з його вільними монтажними конструкціями та лубочність із точністю графічних визначень. Для творчості Котляревської характерні самобутність образів і пластичність мислення, підкреслення монументальної виразності силуету, драматичність зіставлень чорного і білого в ліногравюрах, багатство тональних відтінків, гнучкість лінійних ритмів у ксилографіях, оксамитова фактура у літографіях. В оформленні книжок та екслібрисах — відточена графічна майстерність, декоративна вишуканість ліній, штрихів, поєднання образотворчих і шрифтових елементів. Окремі роботи зберігаються у Дніпропетровському, Харківському художньому музеї, Дніпропетровському історичному музеї, НХМ.

## Твори
- ліногравюри: «Жінка з дитиною», «Студентки» (обидві — 1926), «Дівчина з сачком», «Махновці» (обидві — 1927), «Нове село» (1928), «Горе війни» (1944), «Партизани» (1945), «На заводському дворі» (1959), «Пам'ятник героям-матросам у Криму» (1964), «Будівництво канатної дороги» (1967), «На Самарі» (1970), триптих «Безпритульні» (1977), «Кульбаби» (1981), «У лісі» (1982);
- серії ліногравюр: «На будівництві Київської ГЕС» (1962), «Пам’ятники Дніпропетровська» (1976);
- дереворит «Дівчина» (1929);
- ілюстрації до книжок: «Цирк» (1929) О. Донченка, «Трипольская трагедия» (1932–33) Л. Первомайського, «Медный всадник» (1936) і «Пиковая дама» (1937) О. Пушкіна, укр. нар. казки «Коза-дереза» (1966), поеми «Енеїда» (1969) І. Котляревського;
- екслібриси (1959–80).